# Terry Garbett
Terry Graham Garbett (Lanchester, 9 settembre 1945) è un ex calciatore inglese, di ruolo centrocampista.

## Carriera

### Giocatore
Esordisce tra i professionisti all'età di 20 anni giocando 7 partite (in cui segna anche un gol) nella seconda divisione inglese con il Middlesbrough nella stagione 1965-1966; al termine di questa stagione si trasferisce al Watford, con cui tra il 1966 ed il 1969 (ovvero fino alla vittoria della Third Division 1968-1969) gioca in terza divisione e tra il 1969 ed il 1972 in seconda divisione, per un totale complessivo di 200 presenze e 46 reti in partite di campionato fra le due categorie. Successivamente si trasferisce al Blackburn, con cui trascorre un biennio giocando proprio in terza divisione, per un totale di 6 reti in 90 partite di campionato giocate. Nella seconda parte della stagione 1973-1974 viene ceduto allo Sheffield Utd, con cui all'età di 29 anni esordisce in prima divisione, giocandovi 12 partite. Nella stagione 1974-1975 gioca poi ulteriori 9 partite in prima divisione con le Blades, a cui aggiunge ulteriori 12 presenze nella stagione 1975-1976, che conclude giocando nella NASL con i N.Y. Cosmos insieme agli ex compagni di squadra Keith Eddy e Tony Field (entrambi suoi compagni allo Sheffield United, oltre che nel Watford nel caso di Eddy e nel Blackburn nel caso di Field). Rimane nel club statunitense per tre stagioni, vincendo il campionato nel 1977 e nel 1978, e ritirandosi nel 1979 all'età di 34 anni.
In carriera ha totalizzato complessivamente 328 presenze e 53 reti nei campionati della Football League.

### Allenatore
Nel 1990 ha allenato gli statunitensi del New Jersey Eagles nella prima edizione dell'American Professional Soccer League, chiusa al sesto ed ultimo posto della Northern Division.

## Palmarès

### Giocatore

#### Competizioni nazionali
- Third Division: 1

Watford: 1968-1969
- North American Soccer League: 2

New York Cosmos: 1977, 1978